# 바튼스티구르 16-18
바튼스티구르 16-18(아이슬란드어: Vatnsstígur 16-18)는 아이슬란드 레이캬비크에 위치한 주거용 건물이다. 스쿠가베르피 프로젝트의 일환으로써 건설되었다. 이 건물은 63m, 층수 19층으로 아이슬란드에서 가장 높은 주거용 건축물이자 5번째로 높은 건물이다.

## 같이 보기
- 아이슬란드의 마천루 목록